# Tongeren DV
Tongeren DV was een vrouwenvoetbalploeg uit Tongeren, die in 2019 voor het laatst uitkwam in de Eerste Klasse.

## Resultaten

### Erelijst
- Derde klasse

winnaar (1x): 2013

### Seizoenen A-ploeg
| Seizoen | Reeks          | Niveau | Plaats | Punten | Beker            | Opmerkingen                     |
| ------- | -------------- | ------ | ------ | ------ | ---------------- | ------------------------------- |
| 2012/13 | Derde Klasse B | 4      | 1      | 69     | Tweede ronde     | Kampioen                        |
| 2013/14 | Tweede Klasse  | 3      | 2      | 40     | Derde ronde      | Promotie via barragewedstrijden |
| 2014/15 | Eerste Klasse  | 2      | 12     | 27     | Vierde ronde     |                                 |
| 2015/16 | Eerste klasse  | 2      | 12     | 26     | ?                |                                 |
| 2016/17 | Eerste klasse  | 2      | 9      | 30     | Vierde ronde     |                                 |
| 2017/18 | Eerste klasse  | 2      | 6      | 41     | Derde ronde      |                                 |
| 2018/19 | Eerste klasse  | 2      | 10     | 29     | Derde ronde      |                                 |
| 2019/20 | Eerste klasse  | 2      | 16     | 0      | Derde ronde (ff) | algemeen forfait                |